# Il pirata
Il pirata (em português O pirata) é uma ópera de dois atos composta por Vincenzo Bellini em 1827 com um libreto italiano de Felice Romani baseado em um melodrama de três atos de 1826: Bertram, ou le Pirate (Bertram, or The Pirate) por Charles Nodier e Isidore Justin Séverin Taylor.